# Acheilognathus kyphus
Acheilognathus kyphus és una espècie de peix cipriniforme de la família dels ciprínids que es troba a Àsia.